# Ankara Palas
L'Ankara Palas o Ankara Vakıf Oteli, è un edificio storico, utilizzato come foresteria di Stato ufficiale nella capitale della Turchia, Ankara. Inizialmente progettato come edificio del Ministero della Sanità, fu utilizzato come albergo per i membri della Grande Assemblea Nazionale Turca dopo il completamento della sua costruzione nel 1928.

## Ubicazione
Esso si trova ad Ankara, nel quartiere di Ulus, su Cumhuriyet Caddesi, di fronte all'edificio storico della prima Grande Assemblea Nazionale (oggi Museo della Guerra d'Indipendenza).

## Storia

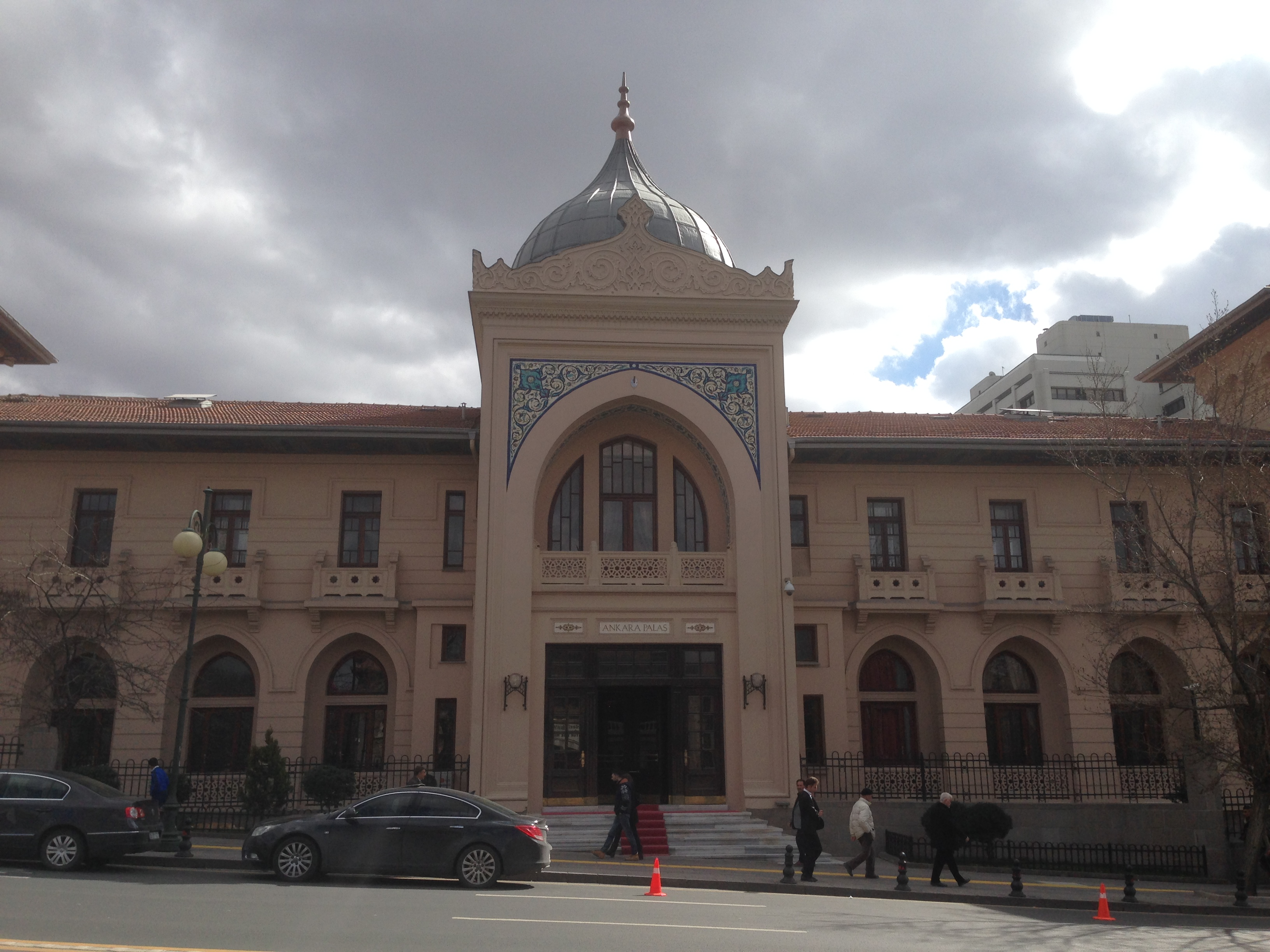
L'Ankara Palas nel 2014

L'appalto per la guest house fu assegnato all'architetto Vedat Tek (1873-1942) nel 1924. Dopo il completamento delle fondamenta, Vedat Tek interruppe i lavori a causa di controversie con la Direzione Generale delle Fondazioni (in turco Vakıflar Genel Müdürlüğü). L'architetto Mimar Kemaleddin subentrò e completò l'edificio secondo il suo progetto fino alla morte nel cantiere, nel 1927. L'edificio fu completato nel 1928.
L'edificio, con il suo aspetto orientale, è considerato appartenente allo stile architettonico del Primo movimento architettonico nazionale (in turco Birinci Ulusal Mimarlık Akımı), caratterizzato dalla combinazione di architettura tardo ottomana ed europea. Esso si trova proprio di fronte alla seconda sede del parlamento. Dal punto di vista concettuale, l'edificio fu inizialmente concepito come club house per i membri del parlamento, ma venne invece utilizzato come foresteria e hotel dove uomini di stato di alto rango come Mustafa Kemal, ministri e membri del parlamento si incontravano con artisti e giornalisti dopo il lavoro. Le serate e i balli rappresentarono inoltre un laboratorio di sviluppo per le riforme sociali (fra le quali la presenza delle donne accanto agli uomini nella vita sociale).
L'ostello era considerato il luogo più elegante della città ed era l'unico grande albergo della nuova capitale Ankara, ospitando cosi' ospiti di Stato stranieri come il re afghano Amanullah Khan (nel 1928) e il monarca iraniano Reza Shah Pahlavi (nel 1934). Anche i primi ministri successivi, come Adnan Menderes, visitarono questo luogo. L'ufficio della fondazione gestiva l'edificio come albergo. Quando l'attività divenne poco redditizia, fu chiusa e pignorata. Nel 1973 esso fu rilevato dal sindacato dei ristoratori "Oleyis Sendikası". Il Millî Selamet Partisi, partito islamista che presiedeva la fondazione, vietò di servire alcolici, cosa a cui gli operatori si opposero. Un altro sequestro ebbe luogo nel 1975. Durante questo periodo, quasi tutti gli arredi furono rubati e non fu possibile ripristinare le condizioni originali. La pensione fu ristrutturata nel 1982 e passò sotto la gestione del Ministero degli Affari Esteri nel 1983. Oltre al classico compito di ospitare gli ospiti dello Stato, alcune sale vengono affittate per i matrimoni per finanziare il tutto. 
L'edificio è stato completamente restaurato nel 1983 come foresteria di Stato di 60 camere con reception, sala da pranzo, sala banchetti e sala da tè.

## Architettura

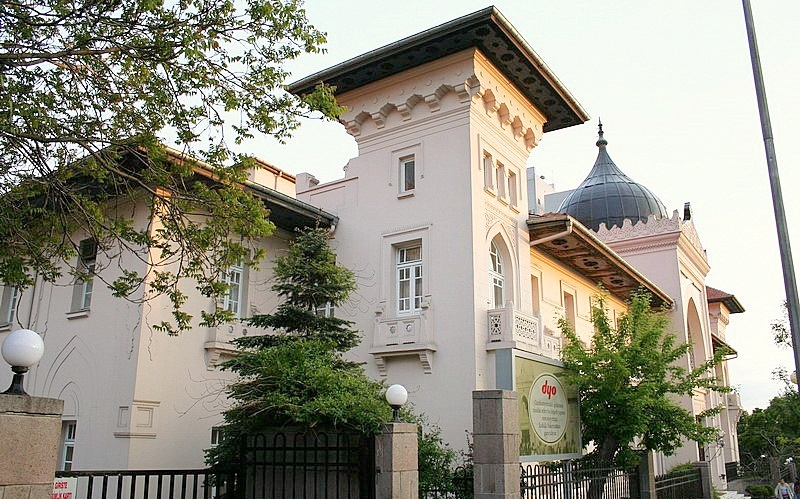
Veduta di fianco del'Ankara Palas

L'edificio simmetrico a due piani, con tetto a falde e ingresso centrale a cupola fiancheggiato da torri gemelle, presenta le caratteristiche del primo movimento architettonico nazionale turco (in turco Birinci Milli Mimari Akımı). L'ampia balconata con archi a sesto acuto sull'asse principale rettangolare e l'ingresso a cupola enfatizzano il suo aspetto monumentale e orientale. Vi è una magnifica sala da ballo, illuminata di giorno dall'alto.
La sobrietà delle decorazioni tradizionali dei parapetti della balconata e la console in pietre bilancia l'enfasi orientalista.